# 14-я Македонская ударная бригада

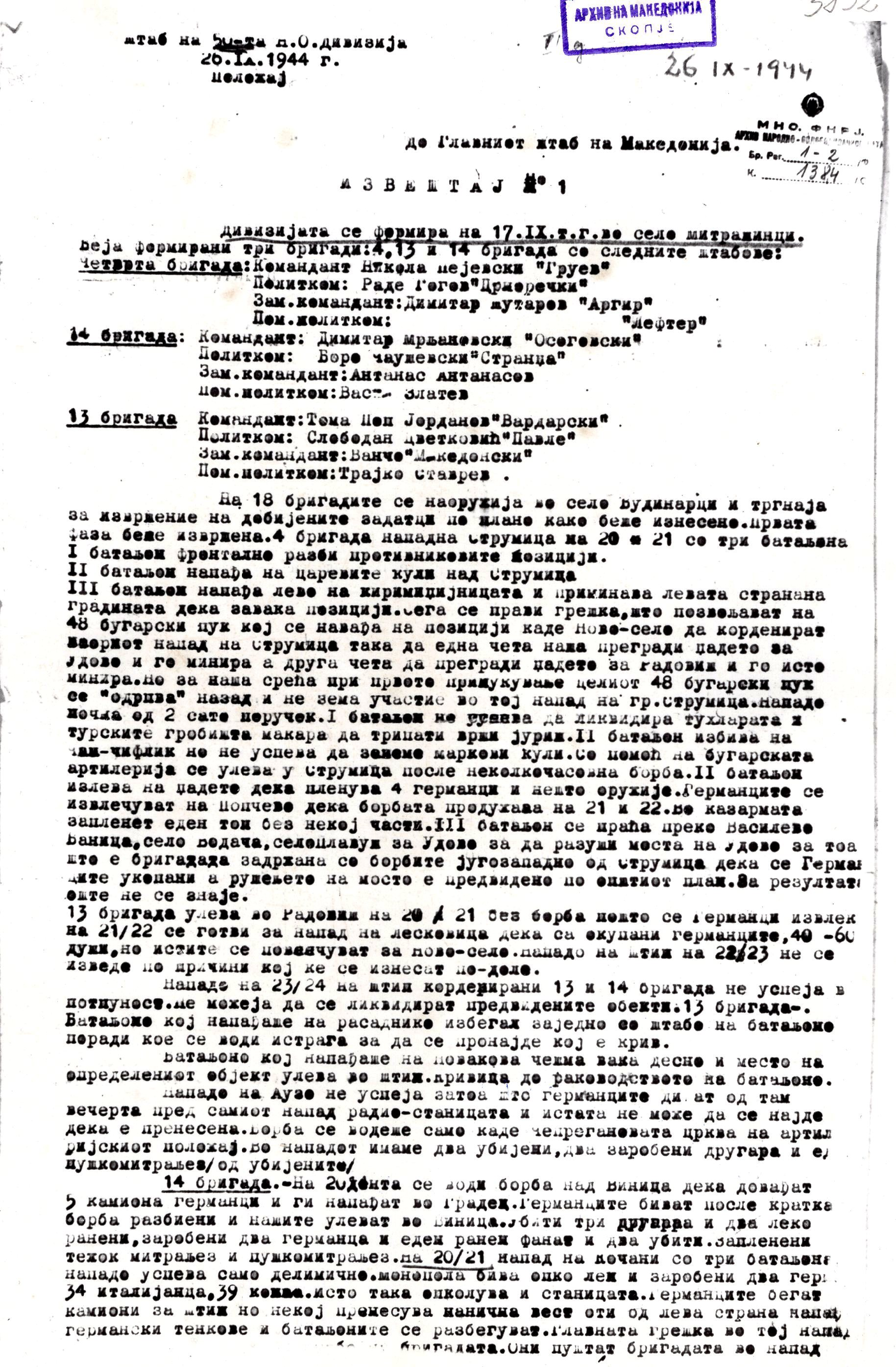
Сообщение из штаба 50-й Македонской дивизии Главному штабу НОАЮ в Македонии о формировании новых бригад (часть 1)

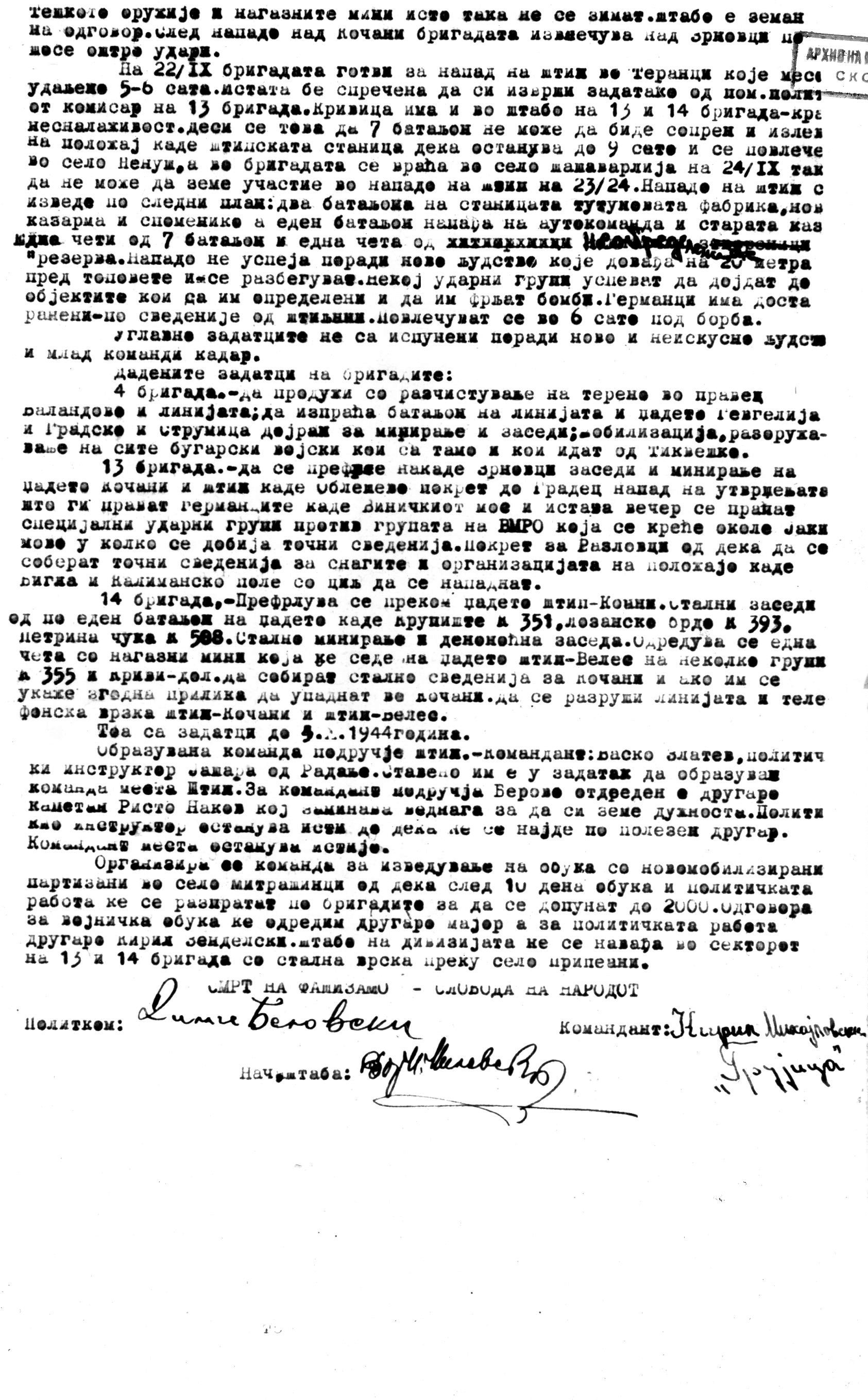
Сообщение из штаба 50-й Македонской дивизии Главному штабу НОАЮ в Македонии о формировании новых бригад (часть 2)

14-я Македонская молодёжная ударная бригада имени Димитра Влахова (сербохорв. Четрнаеста македонска омладинска ударна бригада „Димитар Влахов“ / Četrnaesta makedonska omladinska udarna brigada „Dimitar Vlahov“, макед. Четиринаесеттата македонска младинска ударна бригада „Димитар Влахов“) — воинское формирование Народно-освободительной армии Югославии, участвовавшее в Народно-освободительной войне на территории Вардарской Македонии.

## История
Бригада образована 17 сентября 1944 года в деревне Митрашинцы около Берова: в неё вошли уроженцы и жители местечек Кочане, Царево-Село, Штип, Радовиш и Берово. Поскольку большую часть бригады составляли молодые люди, бригаду назвали Молодёжной. В состав бригады изначально вошли три пехотных батальона и один батальон сопровождения, общая численность — 700 человек. Входила в состав 50-й Македонской дивизии.
С момента образования до освобождения Македонии действовала в окрестностях Штипа, Кочане и Царево-Село, атакуя немецкие укрепрайоны и гарнизоны, а также путём диверсий нарушая железнодорожное сообщение Кочане — Штип — Велес. В первой половине декабря 1944 года перешла в состав 42-й Македонской дивизии, с января 1945 года — в составе 48-й Македонской дивизии (тогда же получила почётное название «ударной»), участвовала в боях на Сремском фронте.
По состоянию на начало апреля 1945 года 14-я Македонская бригада насчитывала около 1600 человек. Участвовала на Сремском фронте в боях за Томпоевци, на линии Чаковци — Берак — Свиняревци — Петровце и за освобождение Винковаца. Временно находилась под командованием 21-й Сербской дивизии, участвовала в боях за Стризивойну и Врполе, за освобождение Славонской-Пожеги, у Гарешницы, Чазмы и в пригородах Загреба, а также в зачистке Бизельского и Козянского от немецко-фашистских и усташских воинских частей. Также участвовала в боях в Словении.
Всего за годы войны бригада потеряла 400 человек (в том числе 379 на Сремском фронте). Награждена золотой звездой Ордена братства и единства.
Бригада выпускала газету «Мугри» (тираж 100 экземпляров), а также газету «Нашата офанзива» (7 номеров, выходила на Сремском фронте).

## Командный состав[3]

### Командиры[2][3]
- Димитр Марляновский-Осоговский (17 сентября 1944 — 23 апреля 1945)
- Боро Поцков (с 23 апреля 1945 и до конца войны)

### Заместители командира[3]
- Атанас Атанасов (17 сентября — 3 октября 1944)
- Ристо Карталов (3 октября 1944 — март 1945)
- Стоян Захариев (с марта 1945)

### Начальники штаба[3]
- Ванчо Щериевский (с 17 сентября 1944)
- Стоян Захарлиев (с 3 октября 1944)
- Евстатий Тасковский (до 23 апреля 1945)
- Боро Митровский (с 23 апреля 1945 и до конца войны)

### Политруки[2][3]
- Боро «Странджата» Чаушев (17 — 30 сентября 1944)
- Йордан «Цвайот» Илиев (с 3 октября 1944)
- Петар Пепелюговский (до 10 апреля 1945)
- Тодор «Тошо» Атанасовский (с 10 апреля 1945 и до конца войны)

### Заместители политрука[3]
- Васко Златев (с 17 сентября 1944)
- Лазо Угоров (с 3 октября 1944)
- Видое Гуричкович (Жаркович) (с марта 1945)
- Васил Василев (Заместитель политрука батальона)